# Alki Oroklini
El Alki Oroklini es un equipo de fútbol de Chipre que juega en la Segunda División de Chipre, la segunda categoría de fútbol en el país.

## Historia
Fue fundado en el año 1979 en la ciudad de Oroklini con el nombre Omonia Oroklini y sus colores eran verde y blanco. En sus primeros años jugaba en los torneos organizados en la región de Famagusta y fue un equipo de categoría aficionada que llegó a jugar en una ocasión en la desaparecida Cuarta División de Chipre. The team able to avoid relegation.
El 10 de abril de 2014 el empresario Andreas Loppas fue nombrado presidente del club, y en la primera reunión bajo su mandato se decidió cambiar el nombre del club por el que usan actualmente debido a que Loppas era aficionado del Alki Larnaca, equipo que desapareció ese mismo año por problemas financieros. El cambio de nombre también incluyó los colores, pasando a ser azul y rojo, los mismos del desaparecido equipo de Larnaca y el escudo también es similar, aunque las dos instituciones no tienen nada relación alguna.
Posteriormente el club inició una serie de promociones de categoría que lo llevaron a jugar en la Primera División de Chipre para la temporada 2017/18 luego de ganar el título de la Segunda División de Chipre en la temporada anterior.

## Palmarés
- Cypriot Second Division (1): 2016–17
- Cypriot Fourth Division (1): 2014–15
- Cypriot Cup for lower divisions (1): 2015–16